# (110742) Tetuokudo
(110742) Tetuokudo est un astéroïde de la ceinture principale.

## Description
(110742) Tetuokudo est un astéroïde de la ceinture principale. Il fut découvert le 18 octobre 2001 à Kuma Kogen par Akimasa Nakamura. Il présente une orbite caractérisée par un demi-grand axe de 3,16 UA, une excentricité de 0,12 et une inclinaison de 15,4° par rapport à l'écliptique.
Il est nommé d'après l'astronome amateur Tetuo Kudo.

## Compléments